# Casa del Marquès de Las Atalayuelas
La casa del Marquès de Las Atalayuelas és un edifici d'Alcanar (Montsià) inclòs a l'Inventari del Patrimoni Arquitectònic de Catalunya, que va ésser casa pairal dels Fibla i dels Ayguavives.
Actualment l'edifici és de propietat municipal.

## Descripció
La casa fa angle entre la Plaça Major i el carrer de l'Alcalde Santmartí. Compta amb una planta baixa, -centrada per la porta d'arc de mig punt de pedra vista i porta/finestra a cada banda-; planta noble, -amb tres balcons d'arc escarser i barana d'obra-; i segon pis amb tres finestres petites, també amb arc escarser.
L'edifici està coronat per una balustrada d'obra, com les dels balcons, amb un gran escut del Marquès, al mig.
Diverses motllures emmarquen les obertures, i sengles cornises separen exteriorment els pisos. La façana del cantó del carrer de l'Alcalde Santmartí, té dues finestres al primer pis i dues més al segon.
Per la banda oposada hi ha un jardí amb una tanca que dona al carrer de Sebastià Anglès, -on s'obre la porta adovellada-.

## Història
La Casa del Marquès de las Atalayuelas va ser construïda a finals del segle xviii per desig dels seus propietaris, Ildefonso de Ayguavives y de Queralt i Mª Teresa Fibla de Anglés, ambdós de la noblesa tarragonina. Es va erigir a sobre de la casa pairal dels Fibla, heretada per Ildefonso de Ayguavives per part de la seva àvia materna, Maria Fibla de Subirats, esposa de Damià de Queralt.
A la mort del matrimoni Ayguavives Fibla, el palauet va passar a l'hereu, Joan Baptista de Ayguavives i Fibla, Coronel dels Reials Exèrcits i cavaller de la Real Maestranza de Caballería de Ronda qui, junt amb la seva esposa, Mercedes de Vassallo y Ruiz de Roldán, va convertir-lo en la seva primera residencia.
El canvi de denominació de la casa, d'estil neoclàssic i els amb trets eclèctics propis de l'època, es dona amb el matrimoni del fill del Juan B. de Ayguavives, Juan Bautista de Ayguavives i de Vassallo, vescompte de l'Encarnada, amb Isabel de León i de Ibarrola, III marquesa de les Atalayuelas, IV marquesa de Guàrdia Reial i V marquesa de Zambrano. Amb motiu del seu matrimoni, es va substituir l'escut dels Ayguavives, que coronava la casa, per un de quartejat, que inclou els blasons dels llinatges Ayguavives, León, Vassallo, Ibarrola, Fibla, Guzmán el Bueno, Valdivia, Queralt i Dávila
A la defunció de la marquesa de les Atalayuelas, ja vídua, la casa va ser heretada pel seu primogènit, Alfonso Ildefons de Ayguavives i de León, IV marquès de les Atalayuelas, qui va continuar el seu ús com a residència d'estiueig familiar juntament amb la seva esposa Ramona de Moÿ i Janer, dels Comtes de Moÿ.